# 오산화성고속도로
오산화성고속도로(烏山華城高速道路, 고속국도 제171호선의 일부)는 경기도 오산시를 기점으로, 화성시를 종점으로 하는 대한민국의 고속도로이다. 경기고속도로주식회사에서 30년간 운영·관리하며, 2009년 10월 29일 전구간 개통되었다. 이 고속도로의 연장은 약 2.5km로 대한민국의 고속도로 중에서 가장 짧은 노선이다. 용인서울고속도로와는 노선번호가 같으나 별개의 고속도로로 떨어져있으며 대통령령에서는 다른 고속도로로 취급하고 있다. 계획 당시에는 평택화성고속도로의 일부였으나, 2008년 1월 3일에 지금과 같은 노선으로 분리되었다.

## 역사
- 2008년 1월 3일 : 기존 평택화성고속도로 서오산 분기점 ~ 안녕 나들목 구간을 분할해 고속국도 제171호선 오산화성고속도로(오산 ~ 화성선)로 지정[1]
- 2009년 10월 29일 : 서오산 분기점 ~ 안녕 나들목 전 구간 개통[2]
- 2010년 12월 28일 : 도로명주소에 서오산 분기점부터 안녕 나들목까지 2.55km 구간을 오산화성고속도로로 고시[3]
- 2015년 3월 27일 : 국토교통부고시로 기점을 '경기도 오산시 서랑동', 종점을 '경기도 화성시 안녕동'으로 명시[4]
- 2016년 4월 29일 : km 당 통행료 200 ~ 600원 인하[5]

## 구성
차로수
- 전 구간 왕복 6차로

총 연장
- 2.55km

제한속도
- 전 구간 최고 100km/h, 최저 50km/h

## 나들목 · 분기점
- 여기서 숫자는 진출입교차점 (IC 및 JC) 번호를 말하고, TG는 요금소(Tollgate), SA는 휴게소(Service Area)를 뜻한다.
- 거리의 단위는 km이다.

| 번호 | 이름          | 로마자 이름 | 구간 거리 | 누적 거리 | 접속 노선 | 소재지 | 소재지 | 비고       |
| ---- | ------------- | ----------- | --------- | --------- | --- | ------ | ------ | ---------- |
| 6    | 서오산 분기점 | W.Osan JC   | -         | 0.00      | 17호선 평택파주고속도로 400호선 수도권제2순환고속도로                                                            | 경기도 | 오산시 |            |
| TG   | 서오산 요금소 | W.Osan TG   |           |           | | 경기도 | 오산시 | 본선요금소 |
| 7    | 안녕          | Annyeong    | 2.55      | 2.55      | 국도 제1호선 (경기대로) 국도 제43호선 (봉영로) 국가지원지방도 제84호선 (효행로) 지방도 제315호선 (만년로·효행로) | 경기도 | 화성시 |            |

## 주요 통과지
경기도
- 오산시 서랑동 - 화성시 정남면 - 오산시 양산동 - 화성시 안녕동 - 오산시 양산동 - 화성시 안녕동